# 金桥路街道
金桥路街道，是中华人民共和国河南省许昌市长葛市下辖的一个乡镇级行政单位。位于长葛市中西部。

## 行政区划
金桥路街道下辖以下地区：
桥北社区、新区社区、优标社区、车站街社区、金庄社区、英刘社区和湾张社区。